# William Bangerter
William Bangerter (La Chaux-de-Fonds, 1900. március 13. – Pully, 1961. július 25.) svájci nemzetközi labdarúgó-játékvezető.

## Pályafutása

### Nemzetközi játékvezetés
A Svájci labdarúgó-szövetség Játékvezető Bizottsága (JB) 1932-ben terjesztette fel nemzetközi játékvezetőnek, a Nemzetközi Labdarúgó-szövetség (FIFA) bíróinak keretébe. Több nemzetek közötti válogatott és klubmérkőzést vezetett, illetve működő társának partbíróként segített. Az aktív nemzetközi játékvezetéstől 1937-ben búcsúzott. Válogatott mérkőzéseinek száma: 6.

#### Nemzetközi kupamérkőzések

##### Közép-európai kupa
| Időpont          | Helyszín                | Mérkőzés típusa    | Mérkőzés              | Eredmény | Nézők száma |
| ---------------- | ----------------------- | ------------------ | --------------------- | -------- | ----------- |
| 1936. június 28. | Testaccio Stadion, Róma | egyik nyolcaddöntő | AS Roma–SK Rapid Wien | 5 : 1    | 10 000      |

## Magyar vonatkozás
| Időpont            | Helyszín                                    | Mérkőzés típusa          | Mérkőzés                   | Eredmény | Nézők száma |
| ------------------ | ------------------------------------------- | ------------------------ | -------------------------- | -------- | ----------- |
| 1932. november 27. | San Siro Stadion, Milánó                    | 162. válogatott mérkőzés | Olaszország–Magyarország   | 4 : 2    | 32 000      |
| 1933. március 19.  | Hungária körúti Stadion, Budapest           | 164. válogatott mérkőzés | Magyarország–Csehszlovákia | 2 : 0    | 25 000      |
| 1937. április 25.  | Municipale Benito Mussolini Stadion, Torino | 198. válogatott mérkőzés | Olaszország–Magyarország   | 2 : 0    | 28 000      |

## Külső hivatkozások
- William Bangerter. World Referee. [2012. szeptember 28-i dátummal az eredetiből archiválva]. (Hozzáférés: 2012. június 30.)
- William Bangerter. eu-football.info. (Hozzáférés: 2012. június 30.)